# 七六
七六（ななろく）は、日本の漫画家、イラストレーター。

## 作品リスト

### 漫画作品

#### 連載
- 制服×征服×性服＝世界大戦（日本文芸社・ケータイ漫画王国連載）－　東京都不健全図書類に指定されたことが有る。[1]
- 艦これなのです！ 艦隊これくしょん（KADOKAWA 富士見書房・エイジプレミアム） 全1巻
- 魔法少女ここねはかく語りき(KADOKAWA 富士見書房） 全3巻
- ティアのスペシャリテ～新米記者のグルメコラム～（オーバーラップ・コミックガルド連載） 全2巻
- 絶対に働きたくないダンジョンマスターが惰眠をむさぼるまで（オーバーラップ・コミックガルド連載）既刊11巻

#### アンソロジー
- 這いよれ!ニャル子さんコミックアンソロジー（フレックスコミックス）
- 4コマ公式アンソロジー ソードアート・オンライン③（アスキー・メディアワークス）
- ご注文はうさぎですか? アンソロジーコミック (1)（芳文社）

### イラスト・挿絵
- 千葉県『防犯ポスター』シリーズ
  - 松宮アヤ 15歳の魔法少女
  - 神戸アミ 23歳の女性警察官
  - 市城アイ 9歳の少女
- 僕専属のJK魔女と勝ち取る大逆転（HJ文庫、著：六升六郎太）
- お知らせ:最強魔王はダンジョン経営で荒稼ぎを始めます（HJ文庫、著：坂本一馬）2巻以降
- 魔神少女 エピソード2 -願いへの代価-（INSIDE SYSTEM）「キト」キャラクターデザイン[2]

## 同人活動
「七六要塞」という同人サークルで、東方Projectのジャンルを中心に活動している。
旧ペンネーム「7600YEN」で活動していた頃、SRC向けオリジナルシナリオ「聖戦記エレメンタルナイト」のロボットデザインを担当していた。